# Згура
Згура (или троска, дрозга, шљака) (хемијска формула није јединствена, али углавном се састоји од CaSiO3) добија се при производњи гвожђа у високим пећима као остатак. Наглим хлађењем текуће згуре која плива на растаљеном гвожђу она се гранулира у зрна клинкерског облика. Постоје два облика згуре, базна и кисела. Базна згура садржи најмање 50% базних оксида калцијум-оксида, CaO, алуминијум-оксида Al2O3, а остатак је највећим делом силицијум-диоксид, SiO2. Кисела згура садржи већинским делом кисели оксид силицијум-диоксид, SiO2 и у мањем проценту базне оксиде оксида CaO и Al2O3. Као везивни материјал користи се само базна згура.

## Састав и својства згуре
Састав згуре није константан, већ зависи од употребљених полазних материјала за произовдњу гвожђа: руде гвожђа, од врсте металуршког кокса и његових примеса, као и топитеља. Углавном, састав једне базне згуре чини:
- 35-50 % {\displaystyle {\ce {CaO,Mg}}}
- 30-40 % {\displaystyle {\ce {SiO2}}}
- 6-8 % {\displaystyle {\ce {Al2O3}}}
- мало {\displaystyle {\ce {MnO2,}}} {\displaystyle {\ce {FeO,}}} {\displaystyle {\ce {CaS}}}

Изглед и боја згуре указују на услове у високој пећи. Уколико је боја сива или зелена, услови су исправни, достигнута је потребна температура. Међутим, уколико је боја црна или мрка, то указује на присуство гвожђа или гвожђе(II)-оксида у згури и то значи да услови у високој пећи нису адекватни, те да је потребно повећати температуру пећи како би се максимизовао принос.
Згура сама по себи нема везивна својства, али та својства добије након додавања катализатора (вапна или гипса). Главни минерал базне згуре је белит (већинским делом ) који има продукте хидратације скоро идентичне као и хидрати белита из цементног клинкера. Односно процес хидратације згуре и процес хидратације портланд цементног клинкера су истог основног типа.

## Употреба
Згура настаје као споредни производ приликом производње гвожђа у високим пећима. На сваку тону произведеног сировог гвожђа настаје од око 600 килограма до 1 тоне згуре. Из тог разлога, пронађени су различити начини где згура има примену.
Згура се користи као акустични и термоизолациони материјал, одн. као стаклена вуна. У ту сврху су најпогодније киселе згуре, које садрже већинским уделом силицијум-диоксид, а мање сумпор. Стаклена вуна се добија распршивањем згуре са јаком струјом ваздуха или водене паре. 
Уколико се згура излике у блокове, користи се као шљунак за путеве, коцке и туцаник.
Згура има употребу и у грађевинарству као замена песку и као додатак малтеру и цементу. Добија се изливањем згуре у воду, при чему се гранулује у песак уз тренутно очвршћавање.